# Savonnières-en-Perthois
Savonnières-en-Perthois település Franciaországban, Meuse megyében. Lakosainak száma 400 fő (2022. január 1.). Savonnières-en-Perthois Narcy, Aulnois-en-Perthois, Brauvilliers, Cousances-les-Forges, Juvigny-en-Perthois és Stainville községekkel határos.

## Népesség
A település népessége az elmúlt években az alábbi módon változott:
| Lakosok száma | 510  | 476  | 458  | 489  | 438  | 419  | 409  | 405  | 402  | 400  |
|               | 1968 | 1982 | 1990 | 2006 | 2013 | 2015 | 2017 | 2019 | 2020 | 2022 |